# Lista planetelor minore/201–300
Aceasta este Lista planetelor minore/201–300; pentru a naviga prin lista completă vezi Lista planetelor minore.
Pentru ale detalii vezi și Proiect:Astronomie sau Portal:Astronomie.
| Nume            | Denumire provizorie | Data descoperirii  | Locul descoperirii | Descoperitor(i) |
| --------------- | ------------------- | ------------------ | ------------------ | --------------- |
| 201 Penelope    | —                   | 7 august 1879      | Pula               | J. Palisa       |
| 202 Chryseïs    | —                   | 11 septembrie 1879 | Clinton⁠(d)         | C. H. F. Peters |
| 203 Pompeja     | —                   | 25 septembrie 1879 | Clinton            | C. H. F. Peters |
| 204 Kallisto    | —                   | 8 octombrie 1879   | Pula               | J. Palisa       |
| 205 Martha      | —                   | 13 octombrie 1879  | Pula               | J. Palisa       |
| 206 Hersilia    | —                   | 13 octombrie 1879  | Clinton            | C. H. F. Peters |
| 207 Hedda       | —                   | 17 octombrie 1879  | Pula               | J. Palisa       |
| 208 Lacrimosa   | —                   | 21 octombrie 1879  | Pula               | J. Palisa       |
| 209 Dido        | —                   | 22 octombrie 1879  | Clinton            | C. H. F. Peters |
| 210 Isabella    | —                   | 12 noiembrie 1879  | Pula               | J. Palisa       |
| 211 Isolda      | —                   | 10 decembrie 1879  | Pula               | J. Palisa       |
| 212 Medea       | —                   | 6 februarie 1880   | Pula               | J. Palisa       |
| 213 Lilaea      | —                   | 16 februarie 1880  | Clinton            | C. H. F. Peters |
| 214 Aschera     | —                   | 29 februarie 1880  | Pula               | J. Palisa       |
| 215 Oenone      | —                   | 7 aprilie 1880     | Berlin             | V. Knorre⁠(d)    |
| 216 Kleopatra   | —                   | 10 aprilie 1880    | Pula               | J. Palisa       |
| 217 Eudora      | —                   | 30 august 1880     | Marseilles         | J. Coggia       |
| 218 Bianca      | —                   | 4 septembrie 1880  | Pula               | J. Palisa       |
| 219 Thusnelda   | —                   | 30 septembrie 1880 | Pula               | J. Palisa       |
| 220 Stephania   | —                   | 19 mai 1881        | Vienna             | J. Palisa       |
| 221 Eos         | —                   | 18 ianuarie 1882   | Vienna             | J. Palisa       |
| 222 Lucia       | —                   | 9 februarie 1882   | Vienna             | J. Palisa       |
| 223 Rosa        | —                   | 9 martie 1882      | Vienna             | J. Palisa       |
| 224 Oceana      | —                   | 30 martie 1882     | Vienna             | J. Palisa       |
| 225 Henrietta   | —                   | 19 aprilie 1882    | Vienna             | J. Palisa       |
| 226 Weringia    | —                   | 19 iulie 1882      | Vienna             | J. Palisa       |
| 227 Philosophia | —                   | 12 august 1882     | Paris              | P. P. Henry⁠(d)  |
| 228 Agathe      | —                   | 19 august 1882     | Vienna             | J. Palisa       |
| 229 Adelinda    | —                   | 22 august 1882     | Vienna             | J. Palisa       |
| 230 Athamantis  | —                   | 3 septembrie 1882  | Bothkamp           | K. de Ball⁠(d)   |
| 231 Vindobona   | —                   | 10 septembrie 1882 | Vienna             | J. Palisa       |
| 232 Russia      | —                   | 31 ianuarie 1883   | Vienna             | J. Palisa       |
| 233 Asterope    | —                   | 11 mai 1883        | Marseilles         | A. Borrelly     |
| 234 Barbara     | —                   | 12 august 1883     | Clinton            | C. H. F. Peters |
| 235 Carolina    | —                   | 28 noiembrie 1883  | Vienna             | J. Palisa       |
| 236 Honoria     | —                   | 26 aprilie 1884    | Vienna             | J. Palisa       |
| 237 Coelestina  | —                   | 27 iunie 1884      | Vienna             | J. Palisa       |
| 238 Hypatia     | —                   | 1 iulie 1884       | Berlin             | V. Knorre⁠(d)    |
| 239 Adrastea    | —                   | 18 august 1884     | Vienna             | J. Palisa       |
| 240 Vanadis     | —                   | 27 august 1884     | Marseilles         | A. Borrelly     |
| 241 Germania    | —                   | 12 septembrie 1884 | Düsseldorf⁠(d)      | R. Luther       |
| 242 Kriemhild   | —                   | 22 septembrie 1884 | Vienna             | J. Palisa       |
| 243 Ida         | —                   | 29 septembrie 1884 | Vienna             | J. Palisa       |
| 244 Sita        | —                   | 14 octombrie 1884  | Vienna             | J. Palisa       |
| 245 Vera        | —                   | 6 februarie 1885   | Madras⁠(d)          | N. R. Pogson⁠(d) |
| 246 Asporina    | —                   | 6 martie 1885      | Marseilles         | A. Borrelly     |
| 247 Eukrate     | —                   | 14 martie 1885     | Düsseldorf⁠(d)      | R. Luther       |
| 248 Lameia      | —                   | 5 iunie 1885       | Vienna             | J. Palisa       |
| 249 Ilse        | —                   | 16 august 1885     | Clinton            | C. H. F. Peters |
| 250 Bettina     | —                   | 3 septembrie 1885  | Vienna             | J. Palisa       |
| 251 Sophia      | —                   | 4 octombrie 1885   | Vienna             | J. Palisa       |
| 252 Clementina  | —                   | 11 octombrie 1885  | Nice               | J. Perrotin⁠(d)  |
| 253 Mathilde    | —                   | 12 noiembrie 1885  | Vienna             | J. Palisa       |
| 254 Augusta     | —                   | 31 martie 1886     | Vienna             | J. Palisa       |
| 255 Oppavia     | —                   | 31 martie 1886     | Vienna             | J. Palisa       |
| 256 Walpurga    | —                   | 3 aprilie 1886     | Vienna             | J. Palisa       |
| 257 Silesia     | —                   | 5 aprilie 1886     | Vienna             | J. Palisa       |
| 258 Tyche       | —                   | 4 mai 1886         | Düsseldorf⁠(d)      | R. Luther       |
| 259 Aletheia    | —                   | 28 iunie 1886      | Clinton            | C. H. F. Peters |
| 260 Huberta     | —                   | 3 octombrie 1886   | Vienna             | J. Palisa       |
| 261 Prymno      | —                   | 31 octombrie 1886  | Clinton            | C. H. F. Peters |
| 262 Valda       | —                   | 3 noiembrie 1886   | Vienna             | J. Palisa       |
| 263 Dresda      | —                   | 3 noiembrie 1886   | Vienna             | J. Palisa       |
| 264 Libussa     | —                   | 22 decembrie 1886  | Clinton            | C. H. F. Peters |
| 265 Anna        | —                   | 25 februarie 1887  | Vienna             | J. Palisa       |
| 266 Aline       | —                   | 17 mai 1887        | Vienna             | J. Palisa       |
| 267 Tirza       | —                   | 27 mai 1887        | Nice               | A. Charlois     |
| 268 Adorea      | —                   | 8 iunie 1887       | Marseilles         | A. Borrelly     |
| 269 Justitia    | —                   | 21 septembrie 1887 | Vienna             | J. Palisa       |
| 270 Anahita     | —                   | 8 octombrie 1887   | Clinton            | C. H. F. Peters |
| 271 Penthesilea | —                   | 13 octombrie 1887  | Berlin             | V. Knorre⁠(d)    |
| 272 Antonia     | —                   | 4 februarie 1888   | Nice               | A. Charlois     |
| 273 Atropos     | —                   | 8 martie 1888      | Vienna             | J. Palisa       |
| 274 Philagoria  | —                   | 3 aprilie 1888     | Vienna             | J. Palisa       |
| 275 Sapientia   | —                   | 15 aprilie 1888    | Vienna             | J. Palisa       |
| 276 Adelheid    | —                   | 17 aprilie 1888    | Vienna             | J. Palisa       |
| 277 Elvira      | —                   | 3 mai 1888         | Nice               | A. Charlois     |
| 278 Paulina     | —                   | 16 mai 1888        | Vienna             | J. Palisa       |
| 279 Thule       | —                   | 25 octombrie 1888  | Vienna             | J. Palisa       |
| 280 Philia      | —                   | 29 octombrie 1888  | Vienna             | J. Palisa       |
| 281 Lucretia    | —                   | 31 octombrie 1888  | Vienna             | J. Palisa       |
| 282 Clorinde    | —                   | 28 ianuarie 1889   | Nice               | A. Charlois     |
| 283 Emma        | —                   | 8 februarie 1889   | Nice               | A. Charlois     |
| 284 Amalia      | —                   | 29 mai 1889        | Nice               | A. Charlois     |
| 285 Regina      | —                   | 3 august 1889      | Nice               | A. Charlois     |
| 286 Iclea       | —                   | 3 august 1889      | Vienna             | J. Palisa       |
| 287 Nephthys    | —                   | 25 august 1889     | Clinton            | C. H. F. Peters |
| 288 Glauke      | —                   | 20 februarie 1890  | Düsseldorf⁠(d)      | R. Luther       |
| 289 Nenetta     | —                   | 10 martie 1890     | Nice               | A. Charlois     |
| 290 Bruna       | —                   | 20 martie 1890     | Vienna             | J. Palisa       |
| 291 Alice       | —                   | 25 aprilie 1890    | Vienna             | J. Palisa       |
| 292 Ludovica    | —                   | 25 aprilie 1890    | Vienna             | J. Palisa       |
| 293 Brasilia    | —                   | 20 mai 1890        | Nice               | A. Charlois     |
| 294 Felicia     | —                   | 15 iulie 1890      | Nice               | A. Charlois     |
| 295 Theresia    | —                   | 17 august 1890     | Vienna             | J. Palisa       |
| 296 Phaëtusa    | —                   | 19 august 1890     | Nice               | A. Charlois     |
| 297 Caecilia    | —                   | 9 septembrie 1890  | Nice               | A. Charlois     |
| 298 Baptistina  | —                   | 9 septembrie 1890  | Nice               | A. Charlois     |
| 299 Thora       | —                   | 6 octombrie 1890   | Vienna             | J. Palisa       |
| 300 Geraldina   | —                   | 3 octombrie 1890   | Nice               | A. Charlois     |